# Charles Masson
Charles Masson, pseudonimo di James Lewis (Londra, 16 febbraio 1800 – Londra, 5 novembre 1853), è stato un militare ed esploratore britannico.
Pioniere dell'archeologia e della numismatica, fu il primo europeo a scoprire le rovine di Harappa vicino a Sahiwal. Trovò l'antica città di Alessandria del Caucaso (l'odierna Bagram) e decifrò la scrittura nota come Kharoṣṭhī. All'epoca della prima guerra anglo-afghana, Masson aveva trascorso in Afghanistan più tempo di qualsiasi altro suddito britannico. Fu uno dei pochi a criticare l'invasione dell'Afghanistan e predisse che questa sarebbe stata un disastro per l'Impero britannico.

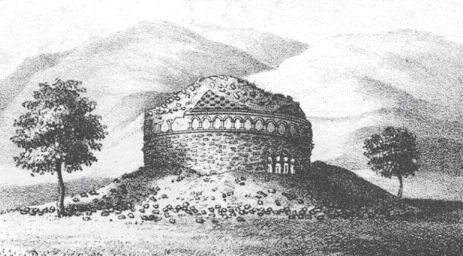
Lo stupa n. 2 di Bimaran, dove fu ritrovato il reliquiario di Bimaran. Disegno di Charles Masson.

## Biografia

### Gioventù
Charles Masson nacque il 16 febbraio 1800 al numero 58 di Aldermanbury, a Londra, figlio maggiore di George Lewis e Mary Hopcraft. Suo padre era un commerciante e membro della Needlemakers Company. La madre apparteneva ad una famiglia di agricoltori di Croughton, nel Northamptonshire, poi diventati produttori di birra. Suo fratello minore George nacque nel 1803. Charles andò a scuola a Walthamstow, quasi certamente alla Monoux School (oggi Sir George Monoux College), dove imparò un po' di latino e greco. Dopo aver lasciato la scuola, lavorò come impiegato presso un mediatore di seta e di assicurazioni. A 21 anni si arruolò nell'esercito della Compagnia britannica delle Indie orientali e il 17 gennaio 1822 salpò per il Bengala.

### Viaggi

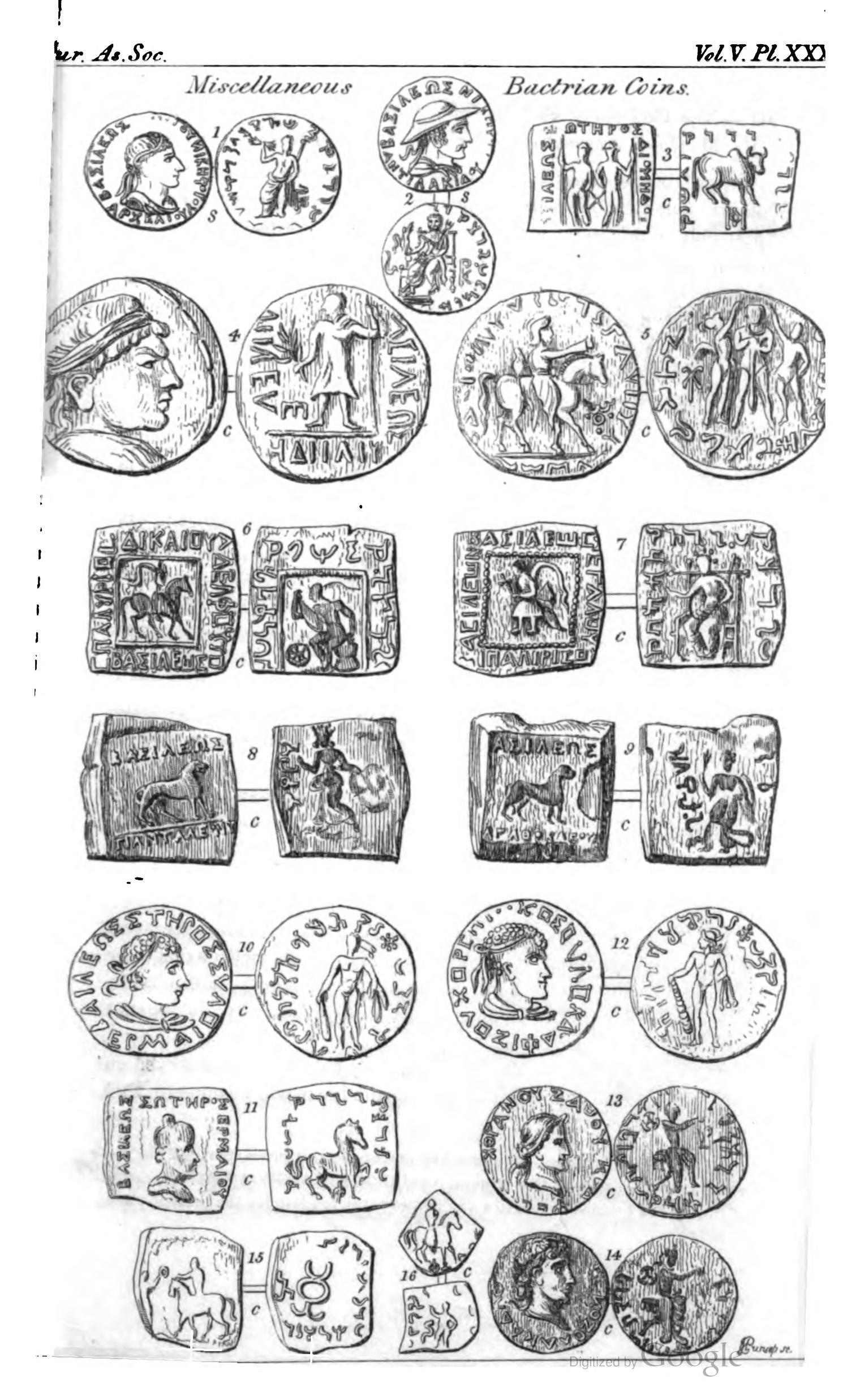
Una tavola delle monete bactriane di Masson, pubblicata nel Journal of the Asiatic Society of Bengal, 1836.

Nel gennaio 1826 combatté nell'assedio di Bharatpur. Nel 1827, mentre era di stanza ad Agra, disertò insieme a un collega e viaggiò attraverso le zone della regione del Punjab all'epoca sotto il controllo britannico. Ad Ahmedpur Sharqia furono salvati da Josiah Harlan e arruolati come inservienti a cavallo nella sua spedizione per rovesciare il regime di Kabul, in Afghanistan. Non molto tempo dopo, nei pressi di Dera Ghazi Khan, Masson abbandonò la spedizione di Harlan.
Tra il 1833 e il 1838 Masson scavò oltre 50 siti buddisti intorno a Kabul e Jalalabad, raccogliendo una grande collezione di piccoli oggetti e numerose monete, provenienti principalmente dal sito di Bagram (l'antica Alessandria del Caucaso). Tra il 1827, quando disertò, e 1842, quando ritornò in Inghilterra, si stima che Masson abbia colle<ionato circa 47.000 monete.
Masson fu il primo europeo a vedere le rovine di Harappa, che descrisse e illustrò nel suo libro Narrative of Various Journeys in Balochistan, Afghanistan and The Punjab. Visitò anche la Provincia della frontiera nordoccidentale e il Belucistan, prestando servizio come agente della Compagnia britannica delle Indie Orientali.
Negli anni 1830 la Delegazione archeologica francese in Afghanistan (Délégation archéologique française en Afghanistan, DAFA) trovò l'inaspettata prova di un precedente visitatore europeo scarabocchiate a matita sulla parete di una delle grotte sopra il più alto dei Buddha di Bamiyan:

### Ritorno a Londra

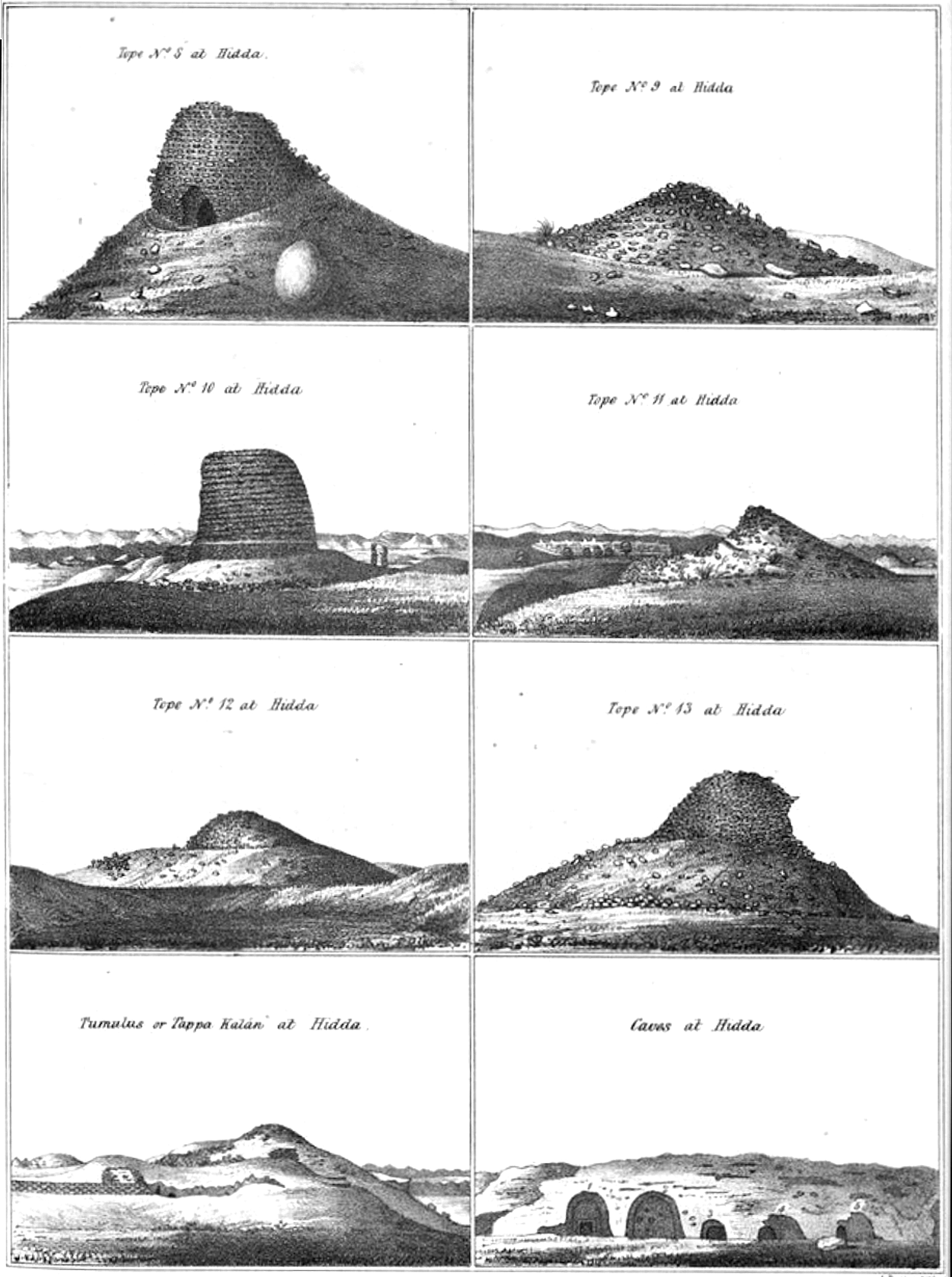
Stupa e grotte a Hadda. Disegno di Charles Masson, 1842

Nel 1841 Masson salpò da Mumbai per Suez, attraversò l'Egitto via terra, prese una nave per la Francia, dove visitò Parigi, e infine tornò a Londra nel marzo 1842. Era stato via per 20 anni. Ricevette una pensione di 100 sterline all'anno dalla Compagnia britannica delle Indie Orientali. Il 19 febbraio 1844 sposò Mary Ann Kilby, figlia diciottenne di un contadino. Dalla moglie ebbe due figli: un maschio nato nel 1850 e una femmina nata nel 1853. Masson morì a Edmonton, a nord di Londra, il 5 novembre 1853, probabilmente per un ictus.

## Collezione del British Museum
Durante i suoi viaggi Masson mise insieme una straordinaria collezione di manufatti provenienti in gran parte, anche se non esclusivamente, dai moderni Stati dell'Afghanistan e del Pakistan. Si tratta di oltre 9.000 oggetti, la maggior parte dei quali è oggi conservata dal British Museum. La collezione comprende più di 7.000 monete. A partire dal 1993 un progetto del museo guidato da Elizabeth Errington ha organizzato il materiale in una collezione di studio accessibile. Il progetto ha portato alla pubblicazione, nel 2017 e nel 2021, di tre volumi che descrivono la collezione e la collegano alla documentazione superstite, in gran parte conservata dalla British Library.

## Opere pubblicate
- Charles Masson, Memoir on the ancient coins found at Beghram, in the Kohistan of Kabul, in Journal of the Asiatic Society of Bengal, vol. 3, n. 28, 1834,  pp. 153-175.
- Charles Masson, Second memoir on the ancient coins found at Beghram, in the Kohistan of Kabul, in Journal of the Asiatic Society of Bengal, vol. 5, n. 49, 1836,  pp. 1-38.
- Charles Masson, Note on an inscription at Bamyan, in Journal of the Asiatic Society of Bengal, vol. 5, n. 51, 1836,  p. 188.
- Charles Masson, Third memoir on the ancient coins found at Beghram, in the Kohistan of Kabul, in Journal of the Asiatic Society of Bengal, vol. 5, n. 57, 1836,  pp. 537-547.
- Charles Masson, Notes on the antiquities of Bamian, in Journal of the Asiatic Society of Bengal, vol. 5, n. 59, 1836,  pp. 707-720.
- Charles Masson, Papers on Afghanistan, containing the narrative of journeys performed in that and the adjacent countries, between 1827 and 1830, in Transactions of the Bombay Geographical Society, vol. 5, 1840,  pp. 1-198.
- Charles Masson, Memoir on the topes and sepulchral monuments of Afghanistan, in H. H. Wilson (a cura di), Ariana Antiqua: A Descriptive Account of the Antiquities and Coins of Afghanistan, Londra, East India Company, 1841,  pp. 55-118.
- Charles Masson, Narrative of various journeys in Balochistan, Afghanistan, and the Panjab, 3 vols., Londra, Richard Bentley, 1842.
- Charles Masson, Narrative of a journey to Kalât: including an account of the insurrection at that place in 1840 and a memoir on Eastern Balochistan, Londra, Richard Bentley, 1843.
- Charles Masson, Narrative of an excursion from Pesháwer to Sháh-Báz Ghari, in Journal of the Royal Asiatic Society of Great Britain and Ireland, vol. 8, 1846,  pp. 293-302.
- Charles Masson, Legends of the Afghan Countries, in Verse, in James Madden, Londra, 1848.
- Charles Masson, Illustration of the route from Seleucia to Apobatana, as given by Isidorus of Charax, in Journal of the Royal Asiatic Society of Great Britain and Ireland, vol. 12, 1850,  pp. 97-124.

### Ulteriori letture
- (EN) Errington Elizabeth, Charles Masson, in Encyclopedia Iranica, Brill, 2004.
- (EN) Elizabeth Errington e Vesta Sarkosh Curtis (a cura di), From Persepolis to the Punjab: Exploring Ancient Iran, Afghanistan and Pakistan, Londra, British Museum Press, 2007.
- (EN) Gregory L. Possehl, An archaeological adventurer in Afghanistan: Charles Masson, in South Asian Studies, vol. 6, n. 1, 1990,  pp. 111-124.
- (EN) Edmund Richardson, Mr Masson and the lost cities: a Victorian journey to the edges of remembrance (PDF), in Classical Receptions Journal, vol. 5, n. 1, 2013,  pp. 84-105.
- (EN) Joseph Wolff, Researches and Missionary Labours Among the Jews, Mohammedans, and Other Sects, Londra, 1835,  p. 266.